# Шатских, Александр Анатольевич
Алекса́ндр Анато́льевич Ша́тских (21 января 1974, Талды-Курган, Казахская ССР, СССР – 30 ноября 2020) — советский и казахстанский футболист и тренер.
Профессиональную карьеру начал в родном клубе за «Жетысу» в 16-летнем возрасте. В 90-е годы один из лучших бомбардиров Казахстана: 101 мяч в чемпионате и Кубке страны.

## Карьера

### Клубная
Первый клуб в карьере Шатских — команда «Жетысу» из родного города Талды-Курган. В 1990—1991 играл за клуб во 2-й союзной лиге.
С 1992 продолжил играть в «Жетысу» в высшей лиге Казахстана по футболу. За 8 сезонов, проведенных в команде, сыграл 177 матчей, забил 40 мячей.
В 1997 году пробует силы в Новосибирском Чкаловец-1936, но уже через год возвращается в Казахстан. В 1998 выступал в клубе «Астана». В 1999 году Олег Литвиненко и Александр Шатских получают годичную дисквалификацию от АФК.
С 2001 года — взлет карьеры: за следующие три года он стал двукратным бронзовым призёром, а в 2002 году в составе «Иртыша» стал чемпионом Казахстана.
В 2007—2008 играл за алматинский «Мегаспорт» в Первой лиге, где стал одним из лучших бомбардиров и серебряным призёром. В 2009 году приглашен в «Локомотив» (Астана). Однако в новом клубе показать себя не успел — уже во втором туре чемпионата против «Кайсара» получил травму, которая заставила Шатских завершить карьеру футболиста.
В качестве тренера несколько лет работал с молодежным составом «Кайрата».

### В сборной
За сборную Казахстана сыграл один матч против Фарерских островов, после первого тайма был заменен.

## Достижения
- Чемпион Казахстана: 2002
- Серебряный призёр чемпионата Казахстана: 2009
- Бронзовый призёр чемпионата Казахстана: 2001, 2003